# Meistera tomrey
Sa nhân tomre (danh pháp khoa học: Meistera tomrey) là một loài thực vật có hoa trong họ Gừng. Loài này được François Gagnepain mô tả khoa học đầu tiên năm 1906 dưới danh pháp Amomum tomrey. Năm 2018, Jana Leong-Škorničková và Mark Newman chuyển nó sang chi Meistera mới được phục hồi.

## Phân bố
Loài này có trong khu vực bao gồm Campuchia, Lào, Thái Lan, Việt Nam.

## Các thứ
- Meistera tomrey var. tomrey: Nguyên chủng. Phân bố rộng khắp tại Đông Dương.[5]
- Meistera tomrey var. stenophylla (Gagnep.) Škorničk. & M.F.Newman, 2018 (đồng nghĩa: Amomum tomrey var. stenophyllum Gagnep., 1906[6]): Có tại Campuchia và Việt Nam.[7]